# كافيته
كاويته (بالإنجليزية: Cavite) هي محافظة تقع في الفلبين في كالابارزون. يقدر عدد سكانها بـ 3,090,691 نسمة ومساحتها 1,574.17 كم2 .

## المدن التوأمة
مدينة سان دييغو، كاليفورنيا هي مدينة توأمة لـكاويته.